# Isabella Gonzaga
Isabella Gonzaga av Novellara, född 1576, död 1627, hertiginna av Mantua och Monferrato; gift 1617 med hertig Vincenzo II Gonzaga av Mantua.

## Biografi
Isabella Gonzaga var dotter till markis Alfonso Gonzaga av Novellara och Vittoria Capua. Hon gifte sig 1594 med Ferrante de Gazzuolo, herre av San Martino dall'Argine. När han avled 1605, blev hon regent av San Martino dall'Argine tills deras sin Scipio förklarades myndig 1613. 
Isabella Gonzaga var dotter till markis Alfonso Gonzaga av Novellara och Vittoria Capua och först gift med Ferrante de Gazzuolo, som dog 1605. Hon beskrivs som en skönhet. År 1617 gifte hon sig med sin tjugotvå år yngre släkting Vincenzo Gonzaga. Han hade blivit kardinal 1615, men fick efter en vädjan till påven Paulus V rätt att avsäga sig sitt ämbete för att kunna gifta sig med henne. 
Äktenskapet ingicks av kärlek, men ifrågasattes omedelbart av hennes makes bror Ferdinando Gonzaga, hertig av Mantua. Vincenzo själv blev olycklig på grund av att de inte kunde få barn, något som blev ett allt mer akut problem när det stod klart att han skulle bli sin brors tronarvinge, och därför behövde egna barn av politiska skäl. Hennes svåger Ferdinand ville att hans bror i egenskap av tronarvinge skulle gifta om sig med någon som hade större chans att föda barn. Han tvingade paret att separera, utvisade Isabella från Mantua och inledde förhandlingar om en annullering av äktenskapet. När ansökan inte beviljades, gjorde han ett försök att förgifta henne. När även detta misslyckades, lät han år 1622 åtala henne för häxeri. Vincenzo stödde initialt inte en sådan anklagelse, men övertalades till slut av sin bror att göra det. 
Isabella, som hade bott hos sin son i San Marino sedan hon tvingats separera, vägrade att infinna sig i Mantua för rättegången. Hon ansökte genast hos påven om att anklagelsen istället skulle undersökas i Rom under romerska inkvisitionens jurisdiktion, vilket skulle ge henne större chans att bli frikänd än om hon hade ställts under en domstol i Mantua. Hennes svåger protesterade, men påven beviljade hennes ansökan. Isabella frikändes från anklagelserna om häxeri av påven som också förklarade hennes äktenskap lagligt. Isabella fortsatte att bo i San Marino. Hennes make efterträdde sin bror på tronen i Mantua år 1626. Isabella blev därmed hertiginna av Mantua, men paret fortsatte att leva separerade.